# Blovice
Blovice település Csehországban, a Dél-plzeňi járásban. Blovice Měcholupy, Ždírec, Žákava, Chocenice, Louňová, Seč, Spálené Poříčí és Zdemyslice településekkel határos. Lakosainak száma 4196 fő (2024. január 1.).

## Népesség
A település lakosságának változását az alábbi diagram mutatja:
| Lakosok száma | 3254 | 3273 | 3317 | 3576 | 3732 | 3868 | 4153 | 4140 | 4114 | 4196 |
|               | 1869 | 1890 | 1921 | 1950 | 1980 | 2001 | 2017 | 2019 | 2022 | 2024 |